# Das Blaue Wunder (Projekt)
Das Blaue Wunder ist ein Projekt des Wasserbotschafters Ernst Bromeis aus Davos. Wasserbotschafter Bromeis will mit dem Blauen Wunder darauf aufmerksam machen, dass Wasser eine endliche Ressource und nicht unbeschränkt verfügbar ist. Das Projekt ist nicht zu verwechseln mit der gleichnamigen Dresdner Elbbrücke oder dem Dresdener Theaterstück.

## Historie
Die Idee dazu kam, als Ernst Bromeis-Camichel einen Kaffee trank und auf dem Zuckerbeutel die Schweiz mit ihren Seen abgebildet sah. Dabei bemerkte er, dass der Kanton Graubünden „leer“ war und machte sich auf die Suche nach Seen in Graubünden. Er fand über 200 Seen (als See betrachtete er alle stehenden Gewässer, welche eine Fläche von über 10.000 m² hatten). 
Somit verwirklichte Ernst Bromeis-Camichel seine Idee „Graubünden – das Blaue Wunder“ im Juli 2008 und durchquerte während eines Monats in Etappen mehr als 200 Seen im Kanton Graubünden. Er fand Sponsoren, welche das Projekt unterstützten. Die Strecke zwischen den Seen absolvierte er mit dem Rennvelo, dem Mountainbike oder zu Fuss. Bereits bei diesem Projekt erreichte Ernst Bromeis eine grosse Beachtung in den Medien. Begleitet wurde er vom Fotografen Andrea Badrutt sowie abwechselnd von den Supportern Thomas Meyer, Kaspar Stettler, Andy Wirth und Thomas Ruf. Ernst Bromeis-Camichel veröffentlichte darauf ein Buch mit dem Titel Graubünden – das Blaue Wunder, welches die Schönheit des Kantons Graubünden und des Wassers aufzeigt. 
Ernst Bromeis-Camichel entwickelte das Blaue Wunder weiter und plante eine schweizweite Aktion, welche umfassender und grossflächiger angelegt wurde. Das Ziel bestand darin, den jeweils grössten See eines jeden Kantons zu durchschwimmen. 1 ½ Jahre organisierte er sein Vorhaben und suchte Sponsoren, um sein Projekt zu verwirklichen. Dabei konnte er auf die Erfahrung aus dem Jahre 2008 zählen. Ernst Bromeis-Camichel durchschwamm somit zwischen dem 1. Juli und dem 1. August 2010 jeden grössten See eines Schweizer Kantons, insgesamt 310 Kilometer.
Von See zu See war er mit dem Rennfahrrad 1.500 Kilometer unterwegs. Sein Begleitteam bestand aus dem Fotografen Andrea Badrutt und dem Supporter Thomas Meyer. Das Medieninteresse war sehr gross und über Ernst Bromeis und das Blaue Wunder Schweiz 2010 wurde in fast jeder Schweizer Region geschrieben. Um sein Vorhaben und seine Botschaft der Bevölkerung darzustellen, erwarb Ernst Bromeis vier Übersee-Container. Drei davon wurden von Künstlern eingerichtet und standen während des Projektes auf dem Theaterplatz in Chur. Der vierte Container folgte dem Blauen Wunder Schweiz 2010. Dabei stand er unter anderen beim Kongress- und Kulturzentrum Luzern, dem Montreux Jazz Festival, dem Olympischen Museum in Lausanne und dem Waisenhausplatz in Bern.
Ab Anfang Mai 2012 lief das dritte Projekt, Das blaue Wunder - Rhein 2012, bei dem Ernst Bromeis-Camichel den Rhein von der Quelle am Oberalppass bis zum Mündung in die Nordsee bei Rotterdam durchschwimmen wollte. Diese Aktion, bei der Schweiz Tourismus als Hauptsponsor auftrat, brach er nach rund 400 km aus gesundheitlichen Gründen ab.
Zwei Jahre später, am 7. Juli 2014 startete Bromeis am Lago di Dentro im Gebiet des Lukmanierpasses zu seinem zweiten Versuch, den Rhein von der Quelle zur Mündung zu durchschwimmen. Anders als 2012 bestand sein Team nur aus vier Leuten. Wieder kämpfte er mit Hochwasser und sehr tiefen Wassertemperaturen. Wegen Hochwassers war er bei der Schleuse Iffezheim fast eine Woche blockiert, bevor er seine Expedition fortsetzen konnte. Am 20. August 2014, dem 44. Tag seiner Expedition, schwamm er nach einer Flussstrecke von 1247 Kilometern bei Hoek van Holland in die Nordsee hinaus. Rund 200 Kilometer der Expedition konnte oder durfte er nicht schwimmen – er legte sie konsequent zu Fuss zurück. 
Im Blog auf seiner Website beschrieb er seine Erfahrungen.